# Ana Bárbara
Ana Bárbara (Ríoverde, 10 de janeiro de 1971), mais conhecida como "La reina de la Grupera" é uma cantora mexicana. Seu nome verdadeiro é Altagracia Ugalde Motta.
Ana Barbara foi casada com José María Fernández, viuvo da falecida atriz Mariana Levy, com quem teve um filho, José Maria é filho da atriz Jacqueline Andere e irmão de Chantal Andere.